# USS Georgia (BB-15)
«Джорджия (BB-15)» (англ. USS Georgia (BB-15)) — третий океанский эскадренный броненосец типа «Вирджиния».
Эскадренный броненосец ВМС США «Джорджия (BB-15)», был первым кораблем названным в честь  штата Джорджия. Он стал 15-м броненосцем 1-го ранга в составе американского флота.
«Джорджия» был заложен 31 августа 1901 на верфи Bath Iron Works в Бате. Спущен на воду 11 октября 1904. Бутылку о борт корабля разбила мисс Стеллой Тейт, сестра конгрессмена от штата Джорджия Фэриша Картера Тейта. Введён в эксплуатацию 24 сентября 1906, Командиром корабля был назначен капитан Р. Г. Дэвенпорт.

## История службы

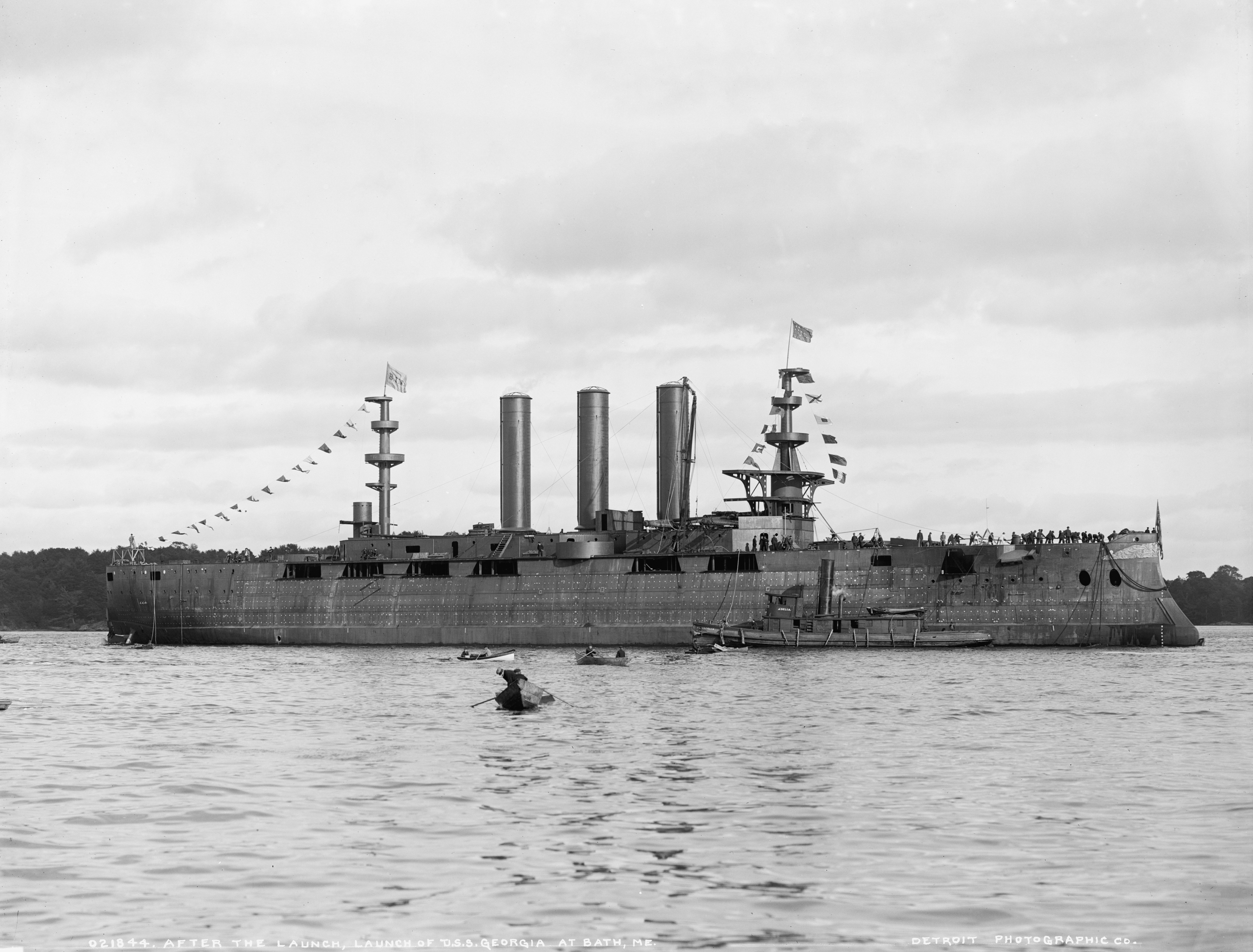
USS Georgia сразу после спуска
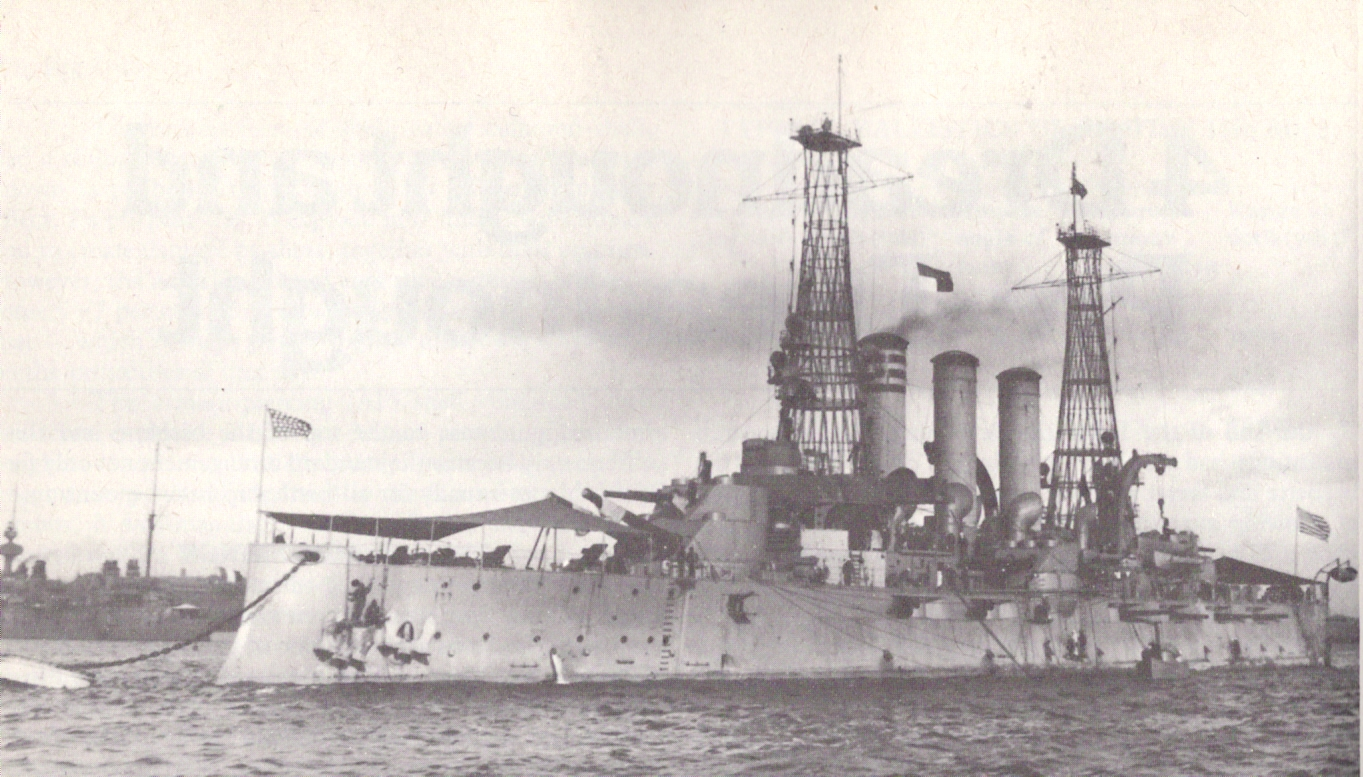